# Epipactis kleinii
Epipactis kleinii är en orkidéart som beskrevs av Manuel Benito Crespo, M.R.Lowe och Piera. Epipactis kleinii ingår i släktet knipprötter, och familjen orkidéer. Inga underarter finns listade i Catalogue of Life.